# Wąsoliczek lejkowargi
Wąsoliczek lejkowargi (Pteronotus parnellii) – gatunek ssaka z rodziny straszakowatych (Mormoopidae).

## Taksonomia
Gatunek po raz pierwszy zgodnie z zasadami nazewnictwa binominalnego nazwał w 1843 roku angielski zoolog John Edward Gray nadając mu nazwę Phyllodia parnellii. Holotyp pochodził z Jamajki.
We wcześniejszych ujęciach systematycznych wyróżniono osiem podgatunków P. parnellii (parnellii, pusillus, portoricensis, mexicanus, mesoamericanus, fuscus, paraguanensis i rubiginosus) jednak w toku późniejszych badań molekularnych, morfometrycznych i akustycznych przeklasyfikowano je na odrębne gatunki. Istnieją zapisy kopalne P. cf. parnellii z Florydy, kilku wysp należących do Bahamów oraz Wielkich i Małych Antyli, ale ich status taksonomiczny wymaga ponownej oceny. Autorzy Illustrated Checklist of the Mammals of the World uznają ten gatunek za monotypowy.

### Etymologia
- Pteronotus: gr. πτερον pteron „skrzydło”; -νωτος -nōtos „-grzbiety”, od νωτον nōton „tył, grzbiet”[11].
- parnellii: Richard Parnell (1810–1882), brytyjski lekarz, a także amatorski zoolog, ichtiolog i agrostolog[12].

## Zasięg występowania
Wąsoliczek lejkowargi występuje w Kubie i Jamajce.

## Morfologia
Długość ciała (bez ogona) około 59 mm, długość ogona 18–22 mm, długość ucha 20–22 mm, długość tylnej stopy 13 mm, długość przedramienia 50–54 mm; masa ciała 10,5–16 g.

## Ekologia

### Tryb życia
Nietoperz ten cechuje się wieńcem włosów otaczających otwór gębowy oraz liściowatym wyrostkiem na dolnej wardze i małymi brodawkami na górnej wardze, która jest skierowana ku dołowi. Taka budowa pyszczka pomaga prawdopodobnie w chwytaniu owadów. P. parnellii żyją w grupach, śpiąc leżąc płasko w dużych stadach w jaskiniach.

### Rozmnażanie
Młode rodzą się przypuszczalnie w maju, kiedy najłatwiej jest zdobyć pokarm. Większość samic wydaje tylko 1 młode rocznie.